# Parafia św. Walentego, Leonarda i Michała Archanioła w Futomie
Parafia św. Walentego w Futomie – parafia rzymskokatolicka znajdująca się w archidiecezji przemyskiej w dekanacie Błażowa. 

## Historia
W 1436 roku pojawiła się pierwsza wzmianka o Futomie, która początkowo była zwana jako Futhomyna, Futhuma. W 1451 roku została erygowana parafia, z fundacji Małgorzaty Mościckiej. W latach 1503–1526 w parafii nie było proboszcza, ponieważ wieś przeżyła wielką epidemię przesuwającej się od zachodu tzw. morowej zarazy. 
W 1576 roku zbudowano następny drewniany kościół, z fundacji Piotra Biejkowskiego, który w 1595 roku został konsekrowany przez abpa lwowskiego Jana Dymitra Solikowskiego,  pw. Świętego Krzyża, Wniebowzięcia Najświętszej Marii Panny, św. Apostołów Piotra, Pawła i Jana Ewangelisty, św. Anny, św. Stanisława i św. Leonarda. Na przełomie XIX i XX wieku patronem parafii był właściciel dóbr w Futomie Stanisław Nowak.
31 marca rozebrano stary kościół i w latach 1910–1911 na jego miejscu zbudowano obecny kościół murowany, według projektu arch. inż. Stanisława Majerskiego. W 1911 roku kościół został poświęcony, a 8 lipca 1922 roku odbyła się konsekracja kościoła przez bpa Karola Fischera, pw. świętych Walentego, Leonarda i Michała Archanioła. 
W latach 60. XX wieku mury kościoła zaczęły pękać z powodu osuwiska. W latach 1973–1974 wzmocniono fundamenty, kościół wyremontowano i wykonano polichromię. 17 listopada 1974 roku bp Ignacy Tokarczuk poświęcił odnowiony kościół. 21 sierpnia 1982 roku w kościele odbyły się święcenia diakonatu.
Na terenie parafii jest 1 250 wiernych.
Proboszczowie parafii:
? – 1502. ks. Mikołaj.
1502–1503. ks. Jan.
1526–1527. ks. Jan.
1527–1530. ks. Marcin.
1530–1565. ks. Jan z Szydłowca.
1565– ?. ks. Jan.
? –1572. ks. Jakub Gaworek.
1572–1574. ks. Maciej Nowomiejski.
1574–1601. ks. Szymon Górski.
1601–1602. ks. Walerian Skrobowski.
1602–1635. ks. Łukasz z Pyzdry.
1635–1642. ks. Mateusz Kociszewski.
1642–1655. ks. Michał Radwański z Kańczugi (komendarz  ks. Jan Klimaszewicz).
1655–1696. ks. Jan Pienkowski.
1696–1701. ks. Stanisław Szafałkowicz.
1701–1731. ks. Józef Magnecki.
1731–1736. ks. Józef Dzianotti.
1736–1754. ks. Walenty Pelczarski.
1754–1765. ks. Józef Kwolkiewicz.
1765–1788. ks. Wojciech Makarski.
1788–1823. ks. Feliks de Olchowiec Śmietanka.
1823–1880. ks. Franciszek Słowikowski.
1880. ks. Wawrzyniec Pilszak (administrator).
1880–1896. ks. Jan Tokarz.
1896–1902. ks. Walenty Krupiński.
1902–1946. ks. Wojciech Stachyrak.
1946–1948. ks. Michał Ostafiński.
1948–1964. ks. Jan Kochman.
1964–1972. ks. Stefan Misiąg.
1972–1973. ks. Julian Sołtys.
1973–1990. ks. Marian Homa.
1990–2000. ks. Stanisław Rogala.
2000– nadal ks. Jan Czaja.